# Regraga
Les Regraga (en berbère Irgragen, singulier: Aregrag) sont une sous-tribu de la confédération tribale berbère masmoudienne,,,. Ils constituent également l'une des trois tribus qui formaient la population d' Essaouira, au Maroc . Les Regraga, pluriel de Aregrag, sont venus des montagnes du Jbel Hadid et ont introduit l'Islam dans la région ; les autres tribus étaient les Berbères Haha et les Chiadma . En Tachelhit, le terme Regraga , désigne ceux qui sont imprégnés de la force spirituelle appelée Baraka . La tribu est devenue connue sous ce nom parce qu'à l'époque préislamique, elle jouait un rôle religieux important dans la région et, à cause de cela, elle était considérée comme une noblesse.
À l'époque moderne, le terme désigne également un pèlerinage effectué chaque année par les tribus Chiadma du Jbel Hadid et les tribus Haha qui vivent au sud-est d'Essaouira. Elle a lieu au printemps et dure 40 jours. Au cours de ces semaines, les pèlerins visitent une série de sanctuaires locaux, depuis l'embouchure de la rivière Tensift au sud de Safi jusqu'à la périphérie nord du Haut Atlas, y compris la ville d'Essaouira elle-même. Ils rejoignent l'un ou l'autre de deux groupes différents pour une visite des sanctuaires, s'arrêtant à chaque sanctuaire en cours de route. Un groupe doit orner à chaque sanctuaire une tente sacrée faite de fibres de palmier éventail et teintes au henné, l'autre groupe arrive en procession avec un muqaddim (chef religieux) monté sur un cheval blanc.